# Acova
Acova (llamada oficialmente San Martiño da Cova) es una parroquia española del municipio de Saviñao, en la provincia de Lugo, Galicia.

## Otras denominaciones
La parroquia también es conocida por el nombre de San Martiño da Coba.

## Límites
Limita con las parroquias de Rosende al norte, Fión al este, Vilar de Ortelle al sur, y Ribas de Miño, Nogueira y Mourelos al oeste.

## Organización territorial
La parroquia está formada por dieciséis entidades de población, constando doce de ellas en el nomenclátor del Instituto Nacional de Estadística español:

### Entidades de población
Entidades de población que forman parte de la parroquia:
- A Casadomonte (A Casa do Monte)
- A Lama
- A Miuteira
- A Pena
- Arxúa (Arxúa de Arriba)
- Arxúa de Abaixo
- Cuñas
- Felós (Os Felós)
- Lagar (O Lagar)
- O Bosque
- Raíñas (Os Raíñas)
- Ricovo
- Soane
- Soutomango

### Despoblados
Despoblados que forman parte de la parroquia:
- O Priorato
- Os Ferreiros

## Demografía
| Gráfica de evolución demográfica de Acova entre 2000 y 2021 |
|                                                             |
| Datos según el nomenclátor publicado por el INE.            |

## Lugares de interés
- Iglesia de San Martiño da Cova, perteneció a un antiguo monasterio de Canónigos Regulares de Santo Agostiño. Tiene planta de nave única y ábside semicircular precedida por un tramo recto.
- Playa de A Cova